# Пјатаформа (Месина)
Пјатаформа је насеље у Италији у округу Месина, региону Сицилија.
Према процени из 2011. у насељу је живело 126 становника. Насеље се налази на надморској висини од 20 м.